# Dorothy Malone

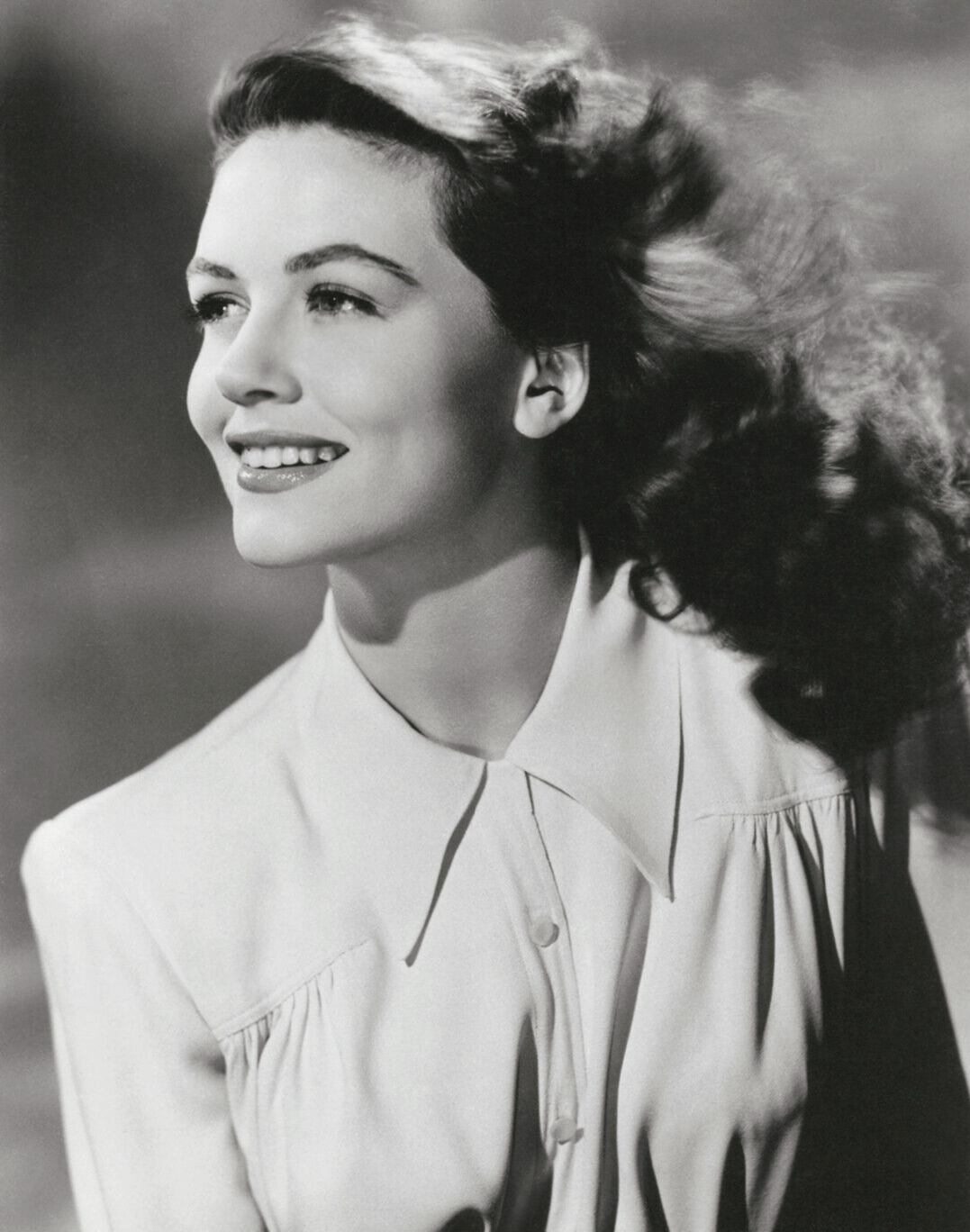
Dorothy Malone (1945)

Dorothy Malone (eigentlich Dorothy Eloise Maloney; * 30. Januar 1924 in Chicago, Illinois; † 19. Januar 2018 in Dallas, Texas) war eine US-amerikanische Schauspielerin. Für ihren Auftritt im Filmmelodram In den Wind geschrieben gewann sie 1957 den Oscar als beste Nebendarstellerin.

## Leben
Dorothy Malone begann schon im Kindesalter, sich bei Schulaufführungen für die Schauspielerei zu interessieren. Die ersten Schritte im Showgeschäft machte sie als Fotomodell für Kindermode. Für den Film wurde sie in einer Studenteninszenierung entdeckt, lehnte aber einen Vertrag mit einem Hollywood-Studio ab. Sie wollte zunächst eine fundierte Ausbildung (Tanz und Stimmbildung) absolvieren. Später wurde sie bei dem Filmstudio RKO Pictures unter Vertrag genommen, nachdem ein Agent sie im Theater gesehen hatte. 
Ab 1945 arbeitete sie für Warner Brothers; einige kleinere Rollen folgten, so etwa als attraktive Buchverkäuferin in Tote schlafen fest neben Humphrey Bogart. In der Folgezeit spielte Malone meist die weibliche Hauptrolle in B-Movies, der große Durchbruch blieb ihr jedoch verwehrt. Hollywood nahm Malone erst als ernsthafte Schauspielerin wahr, als sie sich die Haare blond färbte und anschließend die nymphomanische Erbin eines Ölimperiums in Douglas Sirks Filmdrama In den Wind geschrieben (1956) verkörperte. Der Oscar, den sie für ihre Darbietung in diesem Film bekam, erwies sich allerdings nicht als karrierefördernd. Die Produktionen, für die sie daraufhin Angebote erhielt, hatten meist nicht mehr die Qualität dieses Films. Ausnahmen bildeten eine erneute Zusammenarbeit mit Sirk bei Duell in den Wolken (1957) sowie der Western Der Mann mit den goldenen Colts (1959) mit Henry Fonda. 
Malone suchte daher zunehmend nach Rollenangeboten beim Fernsehen. Ab 1964 spielte sie vier Jahre lang in der Seifenoper Peyton Place die Rolle der Constance MacKenzie, die ihr zwei Nominierungen für den Golden Globe Award und den Photoplay Award einbrachte. In den 1970er-Jahren trat sie nur noch sporadisch in Filmen auf, stattdessen spielte sie Gastrollen in Fernsehserien wie Der Chef, Reich und Arm, Die Straßen von San Francisco und Vegas. Ihre letzte Rolle übernahm Malone 1992 im Erotikthriller Basic Instinct, in dem sie eine verurteilte Mörderin und Freundin von Sharon Stones Hauptfigur darstellte.

## Privatleben
Malone war zwischen 1959 und 1964 in erster Ehe mit dem Schauspieler Jacques Bergerac verheiratet. Aus dieser Verbindung stammen ihre beiden Töchter Mimi (* 1960) und Diane (* 1961). In zweiter Ehe heiratete sie 1969 den Bankier Robert Tomarkin. Die Ehe wurde noch im selben Jahr annulliert. Ihre dritte Ehe schloss sie 1971 mit Charles H. Bell. Die Ehe wurde 1974 geschieden.
Die Schauspielerin lebte zuletzt zurückgezogen in Texas, wo sie im Januar 2018 mit fast 94 Jahren verstarb. Sie wurde auf dem Calvary Hill Cemetery in Dallas beigesetzt. Ein ihr gewidmeter Stern auf dem Hollywood Walk of Fame befindet sich an der 1718 Vine Street.

## Filmografie (Auswahl)
- 1943: Gildersleeve on Broadway
- 1943: The Falcon and the Co-eds
- 1943: Higher and Higher
- 1944: Seven Days Ashore
- 1944: Showbusiness
- 1944: Step Lively
- 1944: One Mysterious Night
- 1944: Hollywood-Kantine (Hollywood Canteen)
- 1945: Too Young to Know
- 1946: Janie Gets Married
- 1946: Tag und Nacht denk’ ich an Dich (Night and Day)
- 1946: Tote schlafen fest (The Big Sleep)
- 1948: To the Victor
- 1948: Two Guys from Texas
- 1948: One Sunday Afternoon
- 1949: Blondes Gift (Flaxy Martin)
- 1949: Konterbande (South of St. Louis)
- 1949: Vogelfrei (Colorado Territory)
- 1950: Der Nevada-Mann (The Nevadan)
- 1950: Verurteilt (Convicted)
- 1950: The Killer That Stalked New York
- 1951: Mrs. O’Malley and Mr. Malone
- 1951: Saddle Legion
- 1952: … jetzt wird abgerechnet (The Bushwhackers)
- 1952: Teufelskerle des Ozeans (Torpedo Alley)
- 1953: Starr vor Angst (Scared Stiff)
- 1953: Die Hand am Colt (Law and Order)
- 1953: Jack Slade – der Revolverheld von Colorado (Jack Slade)
- 1954: Loophole
- 1954: Gegen Terror und Banditen (The Lone Gun)
- 1954: Schachmatt (Pushover)
- 1954: Security Risk
- 1954: Hölle 36 (Privat Hell 36)
- 1954: Der rasende Teufel (The Fast and the Furious)
- 1955: Man soll nicht mit der Liebe spielen (Young at Heart)
- 1955: Urlaub bis zum Wecken (Battle Cry)
- 1955: Fünf Revolver gehen nach Westen (Five Guns West)
- 1955: Der Teufel im Sattel (Tall Man Riding)
- 1955: Ihr sehr ergebener …  (Sincerely Yours)
- 1955: Der Agentenschreck (Artists and Models)
- 1955: In Acht und Bann (At Gunpoint)
- 1956: Dem Tode entronnen (Pillars of the Sky)
- 1956: Blut an meinen Händen (Tension at Table Rock)
- 1956: In den Wind geschrieben (Written on the Wind)
- 1957: Der Mann mit den 1000 Gesichtern (Man of a Thousand Faces)
- 1957: Quantez, die tote Stadt (Quantez)
- 1957: Luftfracht Opium (Tip on a Dead Jockey)
- 1957: Duell in den Wolken (The Tamished Angels)
- 1958: Ihr Leben war ein Skandal (Too Much, Too Soon)
- 1959: Warlock
- 1960: Höllenfahrt (The Last Voyage)
- 1961: Route 66 (Fernsehserie, zwei Folgen)
- 1961: El Perdido (The Last Sunset)
- 1961: Im Wilden Westen (Death Valley Days) (Fernsehserie, eine Folge)
- 1961: Heute Abend Dick Powell (The Dick Powell Show) (Fernsehserie, eine Folge)
- 1963: Die Unbestechlichen (The Untouchables) (Fernsehserie, eine Folge)
- 1963: Beach Party
- 1964: Bezwinger des Todes (Fate Is the Hunter)
- 1964–1968: Peyton Place (Fernsehserie, 430 Folgen)
- 1969: Mord im schwarzen Cadillac (Femmine insaziabili)
- 1969: Das Geheimnis der Puppe (The Pigeon) (Fernsehfilm)
- 1973: Der Chef (Ironside) (Fernsehserie, eine Folge)
- 1975: Miami Connection (The Man Who Would Not Die)
- 1975: Patty – Die meistgesuchte Frau Amerikas (Abduction)
- 1976: Mord à la Mode (Ellery Queen) (Fernsehserie, eine Folge)
- 1976: Novemberplan (The November Plan) (Fernsehfilm)
- 1976: City of Angels (Fernsehserie, zwei Folgen)
- 1976: Reich und Arm (Rich Man, Poor Man) (Fernsehminiserie)
- 1976: Make-up und Pistolen (Police Woman) (Fernsehserie, eine Folge)
- 1976: Die Straßen von San Francisco (The Streets of San Francisco) (Fernsehserie, eine Folge)
- 1977: Murder in Peyton Place (Fernsehfilm)
- 1977: Rendezvous mit dem Tod (Golden Rendezvous)
- 1978: Die liebestollen Stewardessen (Flying High) (Fernsehserie, eine Folge)
- 1978: Vegas (Vega$) (Fernsehserie, eine Folge)
- 1979: Good Luck, Miss Wyckoff
- 1979: Philadelphia Clan (Winter Kills)
- 1980: Invasion aus dem All (The Day Time Ended)
- 1980: Der kleine Vagabund (The Littlest Hobo) (Fernsehserie, eine Folge)
- 1981: The Being
- 1982: Off Your Rocker (Fernsehfilm)
- 1982: Matt Houston (Fernsehserie, eine Folge)
- 1984: Die Stimme des Herzens (He’s Not Your Son) (Fernsehfilm)
- 1987: Ruhe in Frieden (Descanse en piezas)
- 1992: Basic Instinct

## Auszeichnungen
- 1957: Oscar in der Kategorie Beste Nebendarstellerin für In den Wind geschrieben
- 1957: Nominierung für den Golden Globe Award in der Kategorie Beste Nebendarstellerin für In den Wind geschrieben
- 1957: Laurel Award in der Kategorie Beste Nebendarstellerin für In den Wind geschrieben
- 1958: Nominierung für den Laurel Award in der Kategorie Beliebtester weiblicher Hollywood-Star (gewählt auf Platz 9)
- 1960: Stern auf dem Hollywood Walk of Fame (Kategorie Film, 1718 Vine Street)
- 1965: Nominierung für den Golden Globen Award in der Kategorie Beste Fernsehdarstellerin für Peyton Place
- 1966: Nominierung für den Golden Globen Award in der Kategorie Beste Fernsehdarstellerin für Peyton Place
- 1966: Photoplay Award in der Kategorie Populärster weiblicher Star